# Reigning Phoenix Music
Reigning Phoenix Music (RPM) è un'etichetta discografica tedesca-americana, specializzata in metal estremo e heavy metal.
La Reigning Phoenix Music è stata lanciata il 18 luglio 2023 da Gerardo Martinez, ex manager della Nuclear Blast America, e dall'imprenditore tedesco Sven Bogner. Poco dopo la sua formazione, l'etichetta ha firmato un contratto per un solo album con il gruppo death metal Deicide. Nell'ottobre 2023, Jochen Richert, ex direttore generale della AFM Records e della Soulfood Distribution, si è unito al team di gestione della Reigning Phoenix.
Nel gennaio 2024, la RPM ha annunciato di aver integrato l'etichetta Atomic Fire Records e della sottoetichetta Fire Flash Records, insieme a tutto il loro catalogo di artisti.

## Artisti
Secondo il sito web di Reigning Phoenix Music:
- 8 Kalacas
- All For Metal
- Agnostic Front
- Amorphis
- Angra
- Arka'n Asrafokor
- Athena XIX
- Bloodywood
- Brainstorm
- Cemetary
- Coreleoni
- Crimson Veil
- Curse of Cain
- Deicide
- Eleine
- Ghostseeker
- God Dethroned
- Helloween
- Holy Moses
- Incite

- Induction
- Jag Panzer
- Kerry King
- Lacrimosa
- Lancer
- Lutharo
- Lordi
- Master's Call
- Meshuggah
- Mezzrow
- Mystic Circle
- Oblivion Protocol
- Octoploid
- Opeth
- Orden Ogan
- Power Paladin
- Primal Fear
- Rage Behind
- Rise of the Northstar

- Riot V
- Ruthless
- Sebastian Bach
- Seventh Storm
- Siena Root
- Silver Lake by Esa Holopainen
- Sinner
- Skull Fist
- Sonata Arctica
- Tailgunner
- The 69 Eyes
- The Eternal
- The Modern Age Slavery
- Theocracy
- Tungsten
- U.D.O.
- Udo Dirkschneider
- Voidgazer
- White Stones
- Wolfheart